# Joseph N. Gallo

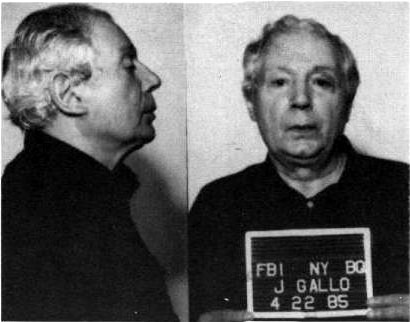
Gefängnis-Foto von Joseph N. Gallo

Joseph N. Gallo (* 8. Januar 1912 in Hartford, Connecticut; † 1. September 1995 in Astoria, New York City) war ein italo-amerikanischer Mobster und Consigliere der Gambino-Familie.
Er diente als Consigliere unter den Oberhäuptern Carlo Gambino und Paul Castellano. John Gotti löste Gallo durch Sammy Gravano ab, welcher später als Unterboss ein Pentito und Informant der Regierung wurde.
Gallo hat dagegen nie die Schweigepflicht (Omertà) gebrochen; mit seiner Verurteilung zu zehn Jahren Freiheitsentzug endete 1988 einer der längsten kriminellen Karrieren eines Mobsters ohne Unterbrechung durch eine Gefängnisstrafe.

## Leben

### Herkunft
Joseph N. Gallo wurde in Connecticut geboren, wuchs jedoch in Little Italy, Manhattan auf. Gallo lebte später mit seiner Frau und seinen Kindern in Queens. 1930 war er in New York wegen illegalen Glücksspiels verurteilt worden.
Gallo war im Textilgeschäft tätig und hatte starke Beziehungen zur Trafficante-Familie unter Ignacio Antinori in Tampa, Florida und zur New Orleans-Familie, die von Carlos Marcello regiert wurde. Bei Konferenzen in New York vertrat er gelegentlich diese Familien.

### Consigliere
Joseph N. Gallo wurde frühestens zum Consigliere der Gambino-Familie, nach dem Albert Anastasia 1957 auf Anweisung von Carlo Gambino ermordet worden war und nach dem Apalachin-Meeting vom 14. November 1957. Dort hatte noch Joseph „Staten Island Joe“ Riccobono als Consigliere teilgenommen und war verhaftet worden. Es gibt auch Quellen, die Riccobono diese Position bis 1967 zuordnen.
Gallo war häufig in dem Restaurant Sperazza’s Luncheonette im Bezirk Astoria des Stadtteils Queens anzutreffen, welches als eine Art öffentliches Büro und Treffpunkt bei seiner Geschäftsausübung für den Clan diente.

### Little Apalachin
Erstmals wurde seine Verstrickung und führende Rolle in die La Cosa Nostra einer breiten Öffentlichkeit deutlich, als er am 22. September 1966 zu den 13 Verhafteten gehörte, die in dem italienischen Restaurant „La Stella“ in Queens verhaftet worden waren. Die New York Times titulierte, um die Bedeutung des Treffens und der Verhaftungen zu veranschaulichen, den Vorgang auf ihrer Titelseite – in Anspielung auf das desaströse Apalachin-Meeting von 1957 – als „Little Apalachin“. Die New Yorker Polizei griff um 2:30 morgens zu; unter den Verhafteten des „La Stella Raid“, befanden sich neben Gallo u. a. Mafiagrößen wie Carlo Gambino, Thomas Eboli und Joseph Colombo. Im Sinne der Omertà konnte sich keiner der Verhafteten an seinen eigenen Namen, sein Geburtsdatum oder seine Wohnadresse erinnern.

### The Westies
Die Gambino-Familie stand nicht nur in Konkurrenz und Kooperation mit anderen Familien der La Cosa Nostra, sondern kooperierte auch mit anderen (ethnischen) Banden. Roy DeMeo hatte erste Kontakte der Gamibinos zu der irisch-amerikanischen Bande The Westies geknüpft. Im Februar 1978 waren neben Boss Paul Castellano, Carmine Lombardozzi, Anthony „Nino“ Gaggi, Aniello Dellacroce und Frank Tieri (Genovese-Familie) auch Gallo anwesend, als sich die Gambino-Familie mit den Westies traf. Auf dem Treffen wurde den Westies ihre Geschäftstätigkeit in der West Side gegen eine prozentuale Beteiligung an den Gewinnen erlaubt.

### Ermordung Castellanos und Absetzung
Neben einer beratenden Tätigkeit für seinen Clan, war Gallo aber auch direkt in kriminelle Aktivitäten verstrickt; insbesondere in der Organisation illegalen Glücksspiel und Buchmacherei in seinem Wohnbezirk Astoria. Aber auch durch Geschäfte mit Immobilien und Pornografie erzielte er Einnahmen.
Er brachte den jungen Tommy Agro in die Gambino-Familie. Als dessen Aktivitäten aufflogen, die er zusammen mit Joe Ianuzzi in Florida unternahm, ordnete Gallo die Ermordung von Ianuzzi an, damit dieser nicht zum Informanten der Regierung werden konnte. Der Mordanschlag misslang jedoch.
Im Dezember 1985 wurde der Familienboss Paul Castellano von Mitgliedern der eigenen Gambino-Familie unter Führung John Gottis ermordet. Gallo hatte dieser Ermordung zugestimmt und Gotti wurde Gambino-Boss. Gallo blieb zunächst Consiligiere, wurde nach seiner Verurteilung 1987 aber durch Sammy Gravano ersetzt.

### Verurteilung
Etwa seit Beginn der 1980er Jahre hatte auch das FBI Gallo im Visier, wurde 1986 festgenommen und 1987 für schuldig befunden. Weitere Angeklagte in dem Verfahren waren Joseph Armone, Joseph Corrao, Robert DiBernardo, James Failla, Joseph Zingaro, Thomas Agro, Robert Desimone, Jack Giordano, Angelo Ruggiero, Anthony Vitta, George Daly, Louis Giardina, Salvatore Migliorisi, Julie Miron und Mildred Russo.
1988 wurde das Urteil verkündet und Gallo zu einer Haftstrafe von 10 Jahren und einer Geldstrafe von 380.000 US-Dollar verurteilt. Die Haftstrafe wurde trotz des hohen Alters von Gallo (76 Jahre) ausgesprochen; insbesondere wegen seiner kriminellen Bedeutung und Verwicklungen. Eine Verbüßung als Hausarrest, was von der Verteidigung vorgeschlagen worden war, wurde abgelehnt.

It is not easy to sentence an old man, but you have to be sentenced for the things you have done and so that you will not be used as a role model for others

„Es ist nicht leicht einen alten Mann zu verurteilen, aber sie mussten für Dinge verurteilt werden, die sie getan haben und sie dürfen mit diesen nicht als Vorbild für andere dienen.“

Der Ankläger Douglas E. Grover hatte in der Anklage auf die bedeutende Rolle von Gallo und Armone in der Gambino-Familie verwiesen.

“…they don't have a hand in day-to-day activities, just like Lee Iacocca is not on the production line at Chrysler.”

„…sie waren zwar nicht in das Tagesgeschäft verwickelt, aber Lee Iacocca stand ja auch nicht in der Produktionslinie von Chrysler“

Gallo zeigte bei der Urteilsverkündung keine Regung, die Anklage bezog sich auf Betrug, unerlaubte Grenzüberschreitung, Kreditwucher etc. und wurde auf Grundlage des RICO-Act erhoben und ursprünglich hatte der Staatsanwalt sogar 20 Jahre Haft gefordert. Die Geldstrafe bezog sich insbesondere auf eine Bestechung mit der Gallo erreichen wollte, seinen Sohn Joseph C. Gallo in ein anderes Gefängnis verlegen zu lassen. Aus gesundheitlichen Gründen wurde Gallo 1995 vorzeitig entlassen und er starb am 1. September 1995 eines natürlichen Todes.

## Sonstiges
- Joseph N. Gallo ist nicht verwandt mit den Gallo-Brüdern, insbesondere Joseph „Crazy Joey“ Gallo von der Colombo-Familie. Beide werden wegen des gemeinsamen Vornamens aber häufig verwechselt.
- Gallo ist der Vater von Joseph C. Gallo, einem Assoziierten der Gambino-Familie
- Als sein Bodyguard und Chauffeur fungierte vor allem Frank DiStefano, einem Verwandten von Joseph DiStefano; „Underboss“ in der Bonanno-Familie.